# Carrera Alto Sil
La Carrera Alto Sil est une épreuve de skyrunning disputée à Santa Cruz del Sil en Espagne. Elle a été créée en 2009.

## Histoire
La création de la course est imaginée en 2008 par  dans le but de promouvoir le tourisme dans la commune de Páramo del Sil et dans la Sierra de Gistredo (es). D'abord heurté aux réticences du maire, il finit par convaincre le conseil municipal et organise la course avec son agence de randonnée La Sierra Trek (devenue par la suite The Bear Outdoor). La première édition a lieu le 15 mars 2009 et se déroule depuis chaque dernière semaine de l'hiver,,.
La course connaît rapidement un succès dans le milieur du skyrunning et attire les meilleurs coureurs espagnols ainsi que des coureurs internationaux. En 2012, Marco De Gasperi, Tom Owens et Emanuele Manzi notamment se présentent au départ.
L'édition 2013 s'étoffe avec plusieurs nouveautés. Une course de type kilomètre vertical est ajoutée à l'événement. Partant depuis le hameau de Salentinos, la course atteint le sommet du pic Bóveda sur un parcours de 4 kilomètres pour 800 mètres de dénivelé. Le parcours de l'épreuve principale est rallongé à une longueur de 31 kilomètres.
Les éditions 2020 et 2021 sont annulées en raison de la pandémie de Covid-19. L'événement est à nouveau organisé en 2022 avec plusieurs modifications. Le kilomètre vertical de la Bobia disparaît et une nouvelle épreuve « Ultra » d'environ 60 kilomètres est ajoutée ainsi qu'une course courte de 18 kilomètres intitulée « Promo » prévue principalement pour les juniors,. Le record de participation y est battu avec près de 1 000 coureurs au départ, toutes distances confondues, dont environ la moitié sur l'épreuve-reine.
En 2024, l'événement revient à ses fondamentaux et ne propose plus que la course classique et la course Promo destinée aux jeunes.
La course n'a pas lieu en 2025 en raison de changements structurels au sein de la société organisatrice. Cette dernière annonce toutefois le maintien de l'épreuve pour les années suivantes.

## Parcours

### Clásica
Le départ est donné dans le village de Santa Cruz del Sil. Le parcours effectue une première ascension avant de redescendre sur le village de Páramo del Sil. Le parcours effectue ensuite l'ascension en direction du Bóveda. Il atteint son point culminant sous le sommet à 1 786 m d'altitude avant de redescendre sur le refuge de Pedrosillo puis dans la vallée jusqu'au hameau de Primout.
Il poursuit dans la vallée jusqu'au refuge de la Braña de Santa Cruz puis remonte pour rejoindre Santa Cruz del Sil où est donné l'arrivée. Il mesure 35 km pour 1 810 m de dénivelé positif et négatif.

### Ultra
Le départ est donné dans le village de Páramo del Sil. Le parcours effectue ensuite l'ascension en direction du Bóveda en faisant une boucle pour redescendre sur la chapelle de San Esteban. Il redescend sur le refuge de Pedrosillo puis dans la vallée jusqu'au hameau de Primout et remonte de l'autre côté où il effectue l'ascension du Cornapines. Il bifurque sous le sommet et redescend dans la vallée qu'il traverse pour se diriger vers le village de Villamartín del Sil puis de Santa Cruz del Sil avant de finalement rejoindre Paramo del Sil où est donnée l'arrivée. Il mesure 53 km pour 3 515 m de dénivelé positif et négatif.

## Vainqueurs

### Clásica
| Édition | Date | Hommes                                              | Hommes                                              | Hommes                                              | Femmes                                              | Femmes                                              | Femmes                                              |
| ------- | ---- | --------------------------------------------------- | --------------------------------------------------- | --------------------------------------------------- | --------------------------------------------------- | --------------------------------------------------- | --------------------------------------------------- |
|         |      | Rang                                                | Athlète                                             | Temps                                               | Rang                                                | Athlète                                             | Temps                                               |
| 1re     | 2009 | 1er                                                 | Aurelio Antonio Olivar                              | 2 h 19 min 56 s                                     | ?                                                   | Nerea Martínez Urruzola                             | 2 h 58 min 37 s                                     |
| 2e      | 2010 | 1er                                                 | Miguel Ángel Heras Hernández                        | 2 h 17 min 57 s                                     | ?                                                   | Nerea Martínez Urruzola — 2e victoire               | 3 h 4 min 1 s                                       |
| 3e      | 2011 | 1er                                                 | Miguel Ángel Heras Hernández — 2e victoire          | 2 h 20 min 43 s                                     | 63e                                                 | Oihana Kortazar Aranzeta                            | 2 h 57 min 18 s                                     |
| 4e      | 2012 | 1er                                                 | Marco De Gasperi                                    | 2 h 20 min 2 s                                      | 48e                                                 | Oihana Kortazar Aranzeta — 2e victoire              | 3 h 1 min 10 s                                      |
| 5e      | 2013 | 1er                                                 | Ionuț Zincă                                         | 3 h 2 min 42 s                                      | 26e                                                 | Uxue Fraile                                         | 3 h 36 min 27 s                                     |
| 6e      | 2014 | 1er                                                 | Zaid Ait Malek                                      | 2 h 52 min 40 s                                     | 7e                                                  | Ana Casal Conde                                     | 3 h 15 min 58 s                                     |
| 7e      | 2015 | 1er                                                 | Alfredo Gil Garcia                                  | 2 h 50 min 35 s                                     | 20e                                                 | Oihana Kortazar Aranzeta — 3e victoire              | 3 h 24 min 19 s                                     |
| 8e      | 2016 | 1er                                                 | Alfredo Gil Garcia — 2e victoire                    | 2 h 51 min 19 s                                     | 24e                                                 | Azara García de los Salmones                        | 3 h 20 min 50 s                                     |
| 9e      | 2017 | 1er                                                 | Jim Walmsley                                        | 2 h 37 min 57 s                                     | 14e                                                 | Denisa Dragomir                                     | 3 h 14 min 41 s                                     |
| 10e     | 2018 | 1er                                                 | Gyorgy Szabolcs-Istvan                              | 3 h 21 min 31 s                                     | 15e                                                 | Ingrid Mutter                                       | 3 h 34 min 40 s                                     |
| 11e     | 2019 | 1er                                                 | Manuel Anguita Bayo                                 | 2 h 50 min 27 s                                     | 20e                                                 | Denisa Dragomir — 2e victoire                       | 3 h 14 min 26 s                                     |
| -       | 2020 | Course annulée en raison de la pandémie de Covid-19 | Course annulée en raison de la pandémie de Covid-19 | Course annulée en raison de la pandémie de Covid-19 | Course annulée en raison de la pandémie de Covid-19 | Course annulée en raison de la pandémie de Covid-19 | Course annulée en raison de la pandémie de Covid-19 |
| -       | 2021 | Course annulée en raison de la pandémie de Covid-19 | Course annulée en raison de la pandémie de Covid-19 | Course annulée en raison de la pandémie de Covid-19 | Course annulée en raison de la pandémie de Covid-19 | Course annulée en raison de la pandémie de Covid-19 | Course annulée en raison de la pandémie de Covid-19 |
| 12e     | 2022 | 1er                                                 | Eder Susano Zarauza                                 | 2 h 54 min 45 s                                     | 13e                                                 | Ikram Rharsalla                                     | 3 h 26 min 10 s                                     |
| 13e     | 2023 | 1er                                                 | Guillero Ramos Muñoz                                | 2 h 55 min 36 s                                     | 11e                                                 | Marta Martínez Abellán                              | 3 h 32 min 35 s                                     |
| 14e     | 2024 | 1er                                                 | Jaime Romo Santamaría                               | 4 h 2 min 49 s                                      | 11e                                                 | Marta Martínez Abellán — 2e victoire                | 4 h 14 min 14 s                                     |

### KV Bobia
| Édition | Date | Hommes | Hommes                       | Hommes      | Femmes | Femmes                      | Femmes      |
| ------- | ---- | ------ | ---------------------------- | ----------- | ------ | --------------------------- | ----------- |
|         |      | Rang   | Athlète                      | Temps       | Rang   | Athlète                     | Temps       |
| 1re     | 2013 | 1er    | Ionuț Zincă                  | 30 min 55 s | 37e    | Sabine Chassagne            | 48 min 30 s |
| 2e      | 2014 | 1er    | Saúl Antonio Padua Rodríguez | 32 min 32 s | 19e    | Leire Fernández Abete       | 41 min 23 s |
| 3e      | 2015 | 1er    | Aritz Egea Cáceres           | 30 min 45 s | 42e    | Silvia Robles Fernández     | 46 min 57 s |
| 4e      | 2016 | 1er    | Marcelo López Maroto         | 35 min 34 s | 11e    | Oihana Kortazar Aranzeta    | 42 min 40 s |
| 5e      | 2017 | 1er    | Oier Ariznabarreta Aguirre   | 32 min 55 s | 29e    | Victoria Santamaría Llavero | 43 min 42 s |
| 6e      | 2018 | 1er    | Eder Susano Zarauza          | 42 min 47 s | 16e    | Beatriz Sánchez Alonso      | 51 min 16 s |
| 7e      | 2019 | 1er    | Joseba Díaz López            | 31 min 44 s | 17e    | Verónica Sánchez Romero     | 41 min 5 s  |

### Ultra
| Édition | Date | Hommes | Hommes                    | Hommes         | Femmes | Femmes                   | Femmes          |
| ------- | ---- | ------ | ------------------------- | -------------- | ------ | ------------------------ | --------------- |
|         |      | Rang   | Athlète                   | Temps          | Rang   | Athlète                  | Temps           |
| 1re     | 2022 | 1er    | Santi Obaya Fernández     | 5 h 58 min 1 s | 19e    | Leire Martínez Herrera   | 7 h 30 min 38 s |
| 2e      | 2023 | 1er    | Álvaro González del Salto | 5 h 34 min 7 s | 13e    | Oihana Kortazar Aranzeta | 6 h 22 min 42 s |